# Club Atlético Huracán Las Heras
El Club Atlético Huracán Las Heras es un club de fútbol ubicado en el departamento de Las Heras, en Mendoza, Argentina. Fue fundado el 24 de diciembre de 1939 tras la fusión de "Unión Sport Club Las Heras" y "Huracán Bombal".
Su estadio de local es el General San Martín que tiene una capacidad aproximada para albergar a 10000 espectadores.
Actualmente milita en el Torneo Federal A, tercera división del fútbol argentino en lo que corresponde a las competiciones del interior del país.

## Historia

### Fundación
El Club Atlético Huracán Las Heras llega a través de varias fusiones, hasta que un 24 de diciembre de 1939, llega a su nombre actual.
Un 12 de julio de 1920 fue fundado "Sportivo Benjamín Matienzo", usaba una vistosa camiseta a rayas verticales rojas y verdes. A principios de diciembre de 1925 se funda el "Club Sportivo Juan Gregorio Las Heras", llevando los colores blanco y verde en su camiseta a rayas vericales.
En 1929 "Benjamín Matienzo" y "Sportivo Canillitas" deciden fusionarse pasando a llamarse "Matienzo Sport Club" y ante esta fusión Canillitas desaparecería como club.
Dos nuevos clubes se afiliarían a la Liga Mendocina de Fútbol. El 26 de diciembre de 1930 es fundado "Sportivo Domingo Bombal" y el 6 de junio de 1932 "Deportivo Olascoaga". A su vez se fucionan 3 entidades del departamento de Las Heras (Club Honor y Patria, Sportivo Juan Gregorio Las Heras y Deportivo Sarmiento) para dar paso a "Unión Sport Club Las Heras" que llevaría los colores negro, rojo y blanco en su camiseta a rayas verticales.
En 1934 se fusionan los clubes "Matienzo Sport Club" y el "Deportivo Olascoaga" y pasa a llamarse "Club Deportivo Huracán" llevando los actuales colores que identifican al Globo Lasherino, camiseta blanca con cuello y puños rojos y un globo del lado del corazón.
En 1937 el "Club Deportivo Huracán" se fusiona con "Sportivo Domingo Bombal" y pasa a llamarse "Deportivo Huracán Bombal" manteniendo los colores del Globito.
Y finalmente un 24 de diciembre de , 1939 después de varias reuniones, el "Deportivo Huracán Bombal" y "Unión Sport Club Las Heras" llegan a un acuerdo ante una asamblea numerosa y entusiasta y se formaliza la fusión entre Huracán y Las Heras dando paso así al Club Atlético Huracán Las Heras.

### Liga Mendocina
En 1940, el Globo Lasherino comenzó a competir en la "B" de la Liga Mendocina de Fútbol haciendo una excelente campaña y quedando segundo tras caer en el desenlace del torneo por 5-0 ante Nacional Vélez Sársfield Pacífico (hoy Atlético Argentino) en la vieja cancha de Andes Talleres. En 1945, Huracán lograría el ascenso a la "A" tras ganar el torneo en forma invicta.
En la década del 40' el plantel se fue armando con jugadores como Juan Ricardo Tejeda, Venancio Sosa y Ortega provenientes de la Docta y todos ellos elegidos por otra figura del club como la de Pantaleón Córdoba. A fines de 1946, la plantilla de jugadores de Huracán estaba conformada por jugadores como Álvarez, Paura, Riofrío, Teruel, Berbén, Juan Ricardo Tejeda, Eusebio Guíñez, Gil, Venancio Sosa, Ortega, "Campulo" Gómez y Medardo Sosa. Los mismos tuvieron la oportunidad de dar lucha en el torneo pero no lo ganaron. Ya en 1950, varios de estos jugadores dejaron la institución como en caso de Venancio Sosa quien migró a Gimnasia, Paura y Teruel quienes se retiraron del fútbol y Medardo Sosa que pasó a Lanús y más tarde retornó. También llegaron jugadores como Toujas y surgieron de las inferiores futbolistas como Peñaloza, el "Mocho" Peralta, el "Perro" González, Bernardino Prado y el cordobés Amaya. En 1961, aparecería la figura del santiagueño "Domingo Salvatierra" que venía de River Plate y que formó parte de "Los Mosqueteros" junto a Carlos Lumbía, Medardo Sosa, Alcaraz y García.
En 1964, el club descendió a la "B" de la Liga pero el "Cholo" Converti, DT de la época, y los jugadores Ramón Nicho Diéguez, Francisco Pancho Sance, Walter Quiroga, José Calderón, el Leche Pedro Zamarián, el "Japonés" Luis Reina, Carlos Jesús Lumbia, el sanjuanino Ernesto Sarmiento, Hugo Vera, Víctor Labriola, Marcelo Oro, José Pajón, el "Turco" Hardam Curi, Daniel Bilbao, Alberto ‘Cacho’ Rodríguez y Oscar Forquera, lograron quedar en la memoria del hincha ya que además de pelear a contrarreloj por no descender casi consiguen el campeonato.
De 1975 en adelante el club siguió teniendo excelentes jugadores y siendo un animador constante de en los torneos ligueros. Pasaron jugadores como los sanrafaelinos Martínez y Contreras que acompañaban al delantero punta Millicay. La característica de juego de este Huracán era la de poner, correr y ganar en todas. Otros jugadores que también se destacaron por estos años fueron el arquero Oviedo, Pavone, Carlos Gómez, Muniategui, Cáceres, Romero (luego Brusadín) y los punteros Morán y Sánchez.
La década del '80 fue muy fructífera para Huracán Las Heras ya que en 1981 logró ascender nuevamente a la "A" de la Liga Mendocina y en 1984 consagrarse campeón de dicho torneo ganando 15 partidos, empatando 14 y perdiendo solo tres. El plantel campeón estuvo integrado por Félix Martínez, Rafael Giardini, Carlos Bartolucci, Pedro Fóppoli, Daniel Pérez, Raúl Grimoldi, Humberto Magallanes, Ariel Gómez, Mario Moyano, Marcelino Blanco, Oscar Fornari, Norberto Avendaño, Leonardo Borgna, Ricardo Lucero, Carlos Miranda, Daniel Belot, Daniel Vallejos Reynaldo, Roberto De Faveris, Daniel Vargas, José Vargas, Claudio Rulli, Fortunato Pajón y Ángel Forrecillas.

### El Torneo Nacional de 1985
Huracán llegó a jugar en la Primera División Argentina teniendo una participación en lo que fue el Torneo Nacional. Y fue en el Nacional de 1985 donde enfrentó rivales como Newell's Old Boys con el que empató 1-1 y 0-0, San Lorenzo de Almagro con el que empató 0-0 y al que le ganó 3-2 y el Círculo Deportivo de Mar del Plata a quien le ganó 3-1 de local (encuentro en el que hubo un temblor) y con el que perdió 3-0. El Globito lasherino integró el Grupo E compuesto por cuatro equipos, donde finalizó 3.º con 7 puntos producto de 2 victorias, 3 empates, 1 derrota, 8 goles a favor y 8 goles en contra por lo que clasificó a la ronda de perdedores. Ya en la siguiente fase enfrentó a Belgrano de Córdoba con el que perdió 2-1 de visitante y a quien le ganó 3-1 de local (global 4-3 a su favor) por lo que clasificó a la segunda fase de esta ronda y enfrentó nuevamente a San Lorenzo con el que empató en los noventa minutos 3-3 y perdió 3-2 en los penales quedando así eliminado del torneo. En ese partido Marcelo Bachino erró tres penales, uno en cada tiempo y uno en la tanda de penales.[cita requerida] Lo anecdótico de este Nacional fue que como local el Globo no perdió nunca.
En aquel histórico equipo jugaron, entre otros, Oscar Pinino Más, Miguel Bordón, Marcelo Bachino y José Berta. Se destacaron también en varias oportunidades las figuras de Roberto Martínez (ex Real Madrid), Emilio Fernández, Pablo Gómez, Trillini y el "Nene" Fornari. Además actuaron algunos referentes locales como Pedro Fóppoli, Ariel Gómez y Peñaloza.

### El Torneo del Interior de 2011
En 2011 luego de obtener el cuarto campeonato de Liga Mendocina, Huracán clasificó al Torneo del Interior donde integró la Zona 4 junto a Palmira, Andes Talleres y Luján Sport Club logrando clasificar a los 32avos. de final (segunda fase) donde enfrentó a Unión de Vista Flores empatando el primer encuentro en Las Heras 1 a 1 y obteniendo una victoria de 2 por 1 en el partido de vuelta (global 3 a 2 a favor del Globo). Luego por los 16avos de final enfrentó a Pacífico con el que empató 0-0 en la ida y al que le ganó 2-1 en la vuelta (global 2-1) por lo que pasó a los octavos. de final (tercera fase del torneo) y enfrentó a Rivadavia a quien le ganó 2-1 en la ida y con el que empató 1-1 en la vuelta (global 3-2 a favor del Globo) clasificando así a los cuartos. de final (cuarta fase) donde le tocó enfrentar a Palmira nuevamente a quien le ganó en la ida 2-0 y con el que empató en la vuelta 2-2 (global 4-2 a favor del Albo) por lo que el Globito lasherino lograba acceder a una de las semifinales del torneo (quinta fase) donde jugó con Villa Cubas y a quien le ganó 2-1 en la ida y en la vuelta empató 2-2 (global 4-3) clasificando así merecidamente a una de las finales de ascenso al Torneo Argentino B. En la ida de la final, que se jugó en Las Heras ante una multitud, Huracán venció por 3-0 a San Jorge y en la vuelta, jugada en Tucumán, le volvía a ganar pero esta vez 2-1 (global de 5-1 a favor del Globo) por lo que un 28 de mayo de 2011 Huracán Las Heras ascendía al Torneo Argentino B después de una desgastadora campaña y el pueblo lasherino festejaba desmesuradamente el logro.

### El Torneo Federal B Complementario 2016
En la temporada 2016, el Globo formó parte de la Zona B de la Región Cuyo donde se midió ante Deportivo Montecaseros, Deportivo Rodeo del Medio, Empleados de Comercio, Huracán de San Rafael, Jorge Newbery de Villa Mercedes, Luján SC, SC Pacífico y San Martín de Mendoza y logró clasificar a la siguiente etapa tras finalizar en la primera ubicación producto de 10 victorias, 5 empates, 3 derrotas, 22 goles a favor y 11 goles en contra. En segunda fase, se enfrentó ante Sportivo Peñarol a quien derrotó por un global de 3:2 clasificando a la tercera fase. En esta última, debió medirse ante Central Norte de Salta para luchar por el ascenso, y tras terminar igualando en el global 4:4, la serie terminó definiéndose en la tanda de penaltis donde el Albo en condición de visitante se impuso por 2:3 logrando un 18 de diciembre ascender a la tercera categoría del fútbol argentino para el Interior por primera vez en su historia.

### Copa Argentina de fútbol

#### Copa Argentina 2014-15
El Globo lasherino eliminó en primera instancia al Atlético Argentino por 3:0 en los penales, después de empatar 1:1. Luego dejó afuera al Atlético Palmira por 2:0 y a Juventud Unida de San Luis por 4:3 en disparos desde el punto penal, después de empatar 1:1 en los noventa minutos reglamentarios, para clasificarse por primera vez a la fase final de la temporada 2014-15 de la Copa Argentina. Uno meses después, más precisamente el 27 de mayo de 2015, Huracán Las Heras enfrentó a uno de los grandes del fútbol argentino como Boca Juniors. El partido, disputado en el Estadio San Juan del Bicentenario, fue correspondiente a los treintaidosavos de final, con resultado a favor del Xeneize por 2:0, donde ambos goles fueron marcados en los minutos finales del encuentro.

#### Copa Argentina 2018-19
Huracán se cruzó en segunda fase con el Deportivo Maipú. El partido de ida jugado en el estadio de Maipú fue 2 a 1 para los locales. La vuelta, jugada en el estadio General San Martín, lo tiene como ganador al Globo que a los 40' del segundo tiempo ponía el partido 2 a 1 a su favor y se definía por penales. El Globo salió victorioso tras imponerse 4 a 3 pasando así a los 32avos de final.
El 21 de marzo de 2019 Huracán jugaría con el Club Atlético Lanús de primera división. Dicho partido fue disputado en el Estadio Malvinas Argentinas de Mendoza. Después de un muy buen primer tiempo del equipo lasherino donde por momentos fue superior al conjunto granate pero sin poder demostrarlo en el resultado termina el primer tiempo en un empate sin goles. En el segundo tiempo Lanús abre el marcador desde el punto de penal. El partido terminaría 2 a 0 en favor del equipo granate.

#### Estadísticas
| Año                    | Ronda                 | PJ | PG | PE | PP | GF | GC | DG |
| ---------------------- | --------------------- | -- | -- | -- | -- | -- | -- | -- |
| Copa Argentina 2011/12 | 2.ª Fase Eliminatoria | 1  | 0  | 0  | 1  | 1  | 2  | -1 |
| Copa Argentina 2012/13 | Fase Preliminar       | 1  | 0  | 1  | 0  | 1  | 1  | 0  |
| Copa Argentina 2014/15 | 32vos de Final        | 5  | 2  | 2  | 1  | 5  | 4  | 1  |
| Copa Argentina 2017    | 1.ª Fase Eliminatoria | 2  | 0  | 1  | 1  | 1  | 4  | -3 |
| Copa Argentina 2018    | 1.ª Fase Eliminatoria | 2  | 0  | 1  | 1  | 0  | 2  | -2 |
| Copa Argentina 2018-19 | 32vos de Final        | 3  | 1  | 0  | 2  | 3  | 5  | -2 |
| Copa Argentina 2019-20 | 16vos de Final        | 4  | 3  | 0  | 1  | 6  | 5  | 1  |
| Total                  |                       | 18 | 6  | 5  | 7  | 17 | 23 | -6 |

## Hinchada

La hinchada del Globo en el Malvinas Argentinas en 2011.

### Apodos
- La Nº 1: Así se hace llamar la hinchada del Globo. Este apodo surge como una especie de símbolo de guerra ante otras hinchadas populares de la provincia, haciendo alusión a que es la hinchada que manda y que sigue a todos lados.
- Lasherinos: Este apodo le es impuesto a Huracán por el simple hecho de que su sede y estadio se encuentran en el departamento de Las Heras.

### Popularidad
La hinchada del Globito lasherino es una de las hinchadas más fieles de la provincia de Mendoza y del interior del país. Tradicionalmente, en épocas de la Liga Mendocina de Fútbol, Huracán fue de los 4 equipos más populares de la provincia. Su gran popularidad nació en la década de los '80, cuando el equipo logró grandes campañas, entre ellos, su primer título de Liga Mendocina y la participación del desaparecido Campeonato Nacional argentino, jugado en 1985.

## Estadio
La primera cancha del Club Atlético Huracán Las Heras estuvo ubicada en la calle Belgrano detrás de la iglesia San Miguel de Arcángel de Las Heras, ésta comenzó a utilizarse a partir de 1940 por unos dos años.
En 1945 un dirigente de la institución, Clemente Peña, alquiló y acondicionó un predio ubicado por calle Olascoaga entre las calles Coronel Díaz y Morales también de Las Heras para que Huracán haga de local, estadio que fue abandonado en 1948 por no tener la capacidad necesaria para albergar a los simpatizantes lasherinos que en días de partido cortaban calle Olascoaga. Después de hacer de local en distintos estadios de la Provincia de Mendoza, en 1950 es cedido al club un terreno con el objetivo a futuro de construir el estadio.
Finalmente el estadio General San Martín fue inaugurado el 8 de junio de 1952, en un partido por la 5.ª fecha del torneo de Liga Mendocina vs el futuro campeón Gimnasia de Mendoza, cuyo resultado final fue a favor de la visita por 2 tantos contra 0.
El estadio tiene una capacidad aproximada en 10000 espectadores, se encuentra ubicado en las calles Olascoaga y Tomas Guido, en el departamento de Las Heras.

### Otras Instalaciones
- Predio de Lavalle:

El club Huracán Las Heras adquirió en julio de 2016, de la mano de la presidencia de Rafael Giardini, un terreno de 4 hectáreas ubicado en el Departamento de Lavalle, con el objetivo de dar un importante paso en el crecimiento institucional del club con la realización de un complejo deportivo.

## Datos del club
- Puesto histórico: 90.°

- Temporadas en Primera División: 0.
  - Temporadas en el Campeonato Nacional: 1 (1985).

- Temporadas en segunda división: 0

- Temporadas en tercera división: 9.
  - Torneo del Interior: 1 (1991/92)
  - Torneo Federal A: 8 (2017/18 al 2024)

- Temporadas en cuarta división: 7
  - Torneo Argentino B: 3 (1995/96, 2011/12 al 2012/13)
  - Torneo Federal B: 4 (2014 al 2016)

- Temporadas en quinta división: 7
  - Torneo del Interior: 7 (2006 al 2011, 2014)

- Mayor cantidad de partidos consecutivos ganados en torneos de AFA: 7 (Torneo del Interior 2007)

- Mayor cantidad de partidos consecutivos sin perder en torneos de AFA: 15 (Torneo del Interior 2011)

- Máximo goleador en torneos de AFA: Hernán Guerra 22 goles.

- Máximo goleador en un torneo de AFA: Bruno Nasta 17 goles (Torneo Federal A 2021)

- Más partidos disputados en torneos de AFA: Fernando Cámara 208 partidos.

- Partidos Destacados: Nacional 1985: 3-2 vs San Lorenzo de Almagro

- Ascensos/descensos:

 Torneo del Interior 2011: ascenso al Torneo Argentino B (2 temporadas).
 Torneo Argentino B 2012-13: descenso al Torneo del Interior (1 temporada).
 Torneo del Interior 2014: ascenso al Torneo Federal B (4 temporadas).
 Torneo Federal B Complementario 2016: ascenso al Torneo Federal A (8 temporadas).

#### Cronología
A continuación se muestra la cronología a partir de 1986, año en que comenzó la modalidad de divisiones incorporando a equipos del interior y se dejaron de disputar los Torneos Regionales, Metropolitanos y Nacionales.

## Jugadores

### Mercado de pases 2024

#### Altas
| Altas                    | Altas         | Altas                      | Altas    |
| Jugador                  | Posición      | Procedencia                | Tipo     |
| Verano                   | Verano        | Verano                     | Verano   |
| ------------------------ | ------------- | -------------------------- | -------- |
| Cristian Aracena         | Arquero       | Gutiérrez                  | Libre    |
| Axel Barón               | Defensor      | Argentino (General Alvear) | Libre    |
| Mauro Visaguirre         | Defensor      | Barnechea                  | Libre    |
| Robert Colucci           | Defensor      | CD Lugo de España          | Libre    |
| Alejo Blanco             | Mediocampista | Estudiantes (San Luis)     | Libre    |
| Franco Carrasco          | Mediocampista | Gimnasia (Mendoza)         | Libre    |
| Jeremías Pita            | Mediocampista | Deportivo Ciudad (Lucena)  |          |
| Lucas Villalba           | Mediocampista | Germinal (Rawson)          | Libre    |
| Nicolás Sandoval         | Mediocampista | FADEP                      | Libre    |
| Jonas Alejandro Corvalán | Delantero     | San Martín (Mendoza)       | Libre    |
| Lucas Palma              | Delantero     | Deportivo Maipú            | Préstamo |
| Pablo Palacios Alvarenga | Delantero     | Itapuense                  | Libre    |
| Tadeo Marchiori          | Delantero     | Gimnasia (Mendoza)         | Préstamo |
| Tomás Silva              | Delantero     | Deportivo Maipú            | Libre    |
| Invierno                 |               |                            |          |
|                          |               |                            |          |

#### Bajas
| Bajas               | Bajas         | Bajas                     | Bajas           |
| Jugador             | Posición      | Destino                   | Tipo            |
| Verano              | Verano        | Verano                    | Verano          |
| ------------------- | ------------- | ------------------------- | --------------- |
| Andrés Marsengo     | Arquero       | Talleres (Córdoba)        | Fin de préstamo |
| Ignacio Acordino    | Arquero       | Desconocido               | Fin de contrato |
| Mauro Rodríguez     | Arquero       | Desconocido               | Fin de contrato |
| Claudio Ulloa       | Defensor      | Desconocido               | Fin de contrato |
| Fabricio Ojeda      | Defensor      | San Martín (Mendoza)      | Fin de contrato |
| Juan Manuel Marital | Defensor      | Juventud Unida (San Luis) | Fin de contrato |
| Matías Contreras    | Defensor      | Defensores Unidos         | Fin de contrato |
| Agustín Verdugo     | Mediocampista | Llaneros                  | Fin de contrato |
| Cristian Carrizo    | Mediocampista | Desconocido               | Fin de contrato |
| Hernán Tifner       | Mediocampista | Deportivo Maipú           | Fin de contrato |
| Ignacio González    | Mediocampista | San Martín (Mendoza)      | Fin de contrato |
| Lucas Leguizamón    | Mediocampista | Gimnasia (Mendoza)        | Fin de préstamo |
| Matías Navarro      | Mediocampista | Atenas (Río Cuarto)       | Fin de contrato |
| Bruno Barrionuevo   | Delantero     | Godoy Cruz                | Fin de préstamo |
| Gianfranco Leiva    | Delantero     | Desconocido               | Fin de contrato |
| Ignacio Pipistrelli | Delantero     | Provincial Ovalle         | Fin de contrato |
| Javier Peñaloza     | Delantero     | Sportivo Italiano         | Fin de contrato |
| Tomás Segovia       | Delantero     | Ferro (La Pampa)          | Fin de contrato |
| Invierno            |               |                           |                 |
|                     |               |                           |                 |

## Entrenadores
| Año             | Entrenador                      |
| --------------- | ------------------------------- |
| 2008-2009       | Sergio Scivoletto               |
| 2009-2010       | Darío Alaniz                    |
| 2010-2011       | Luis Sperdutti                  |
| 2012-2013       | Freddy Fúnes                    |
| 2013-2014       | Aldo Bolado                     |
| 2014-2015       | Marcelo Vázquez                 |
| 2015-2016       | Juan Pablo Videla               |
| 2016            | Daniel Giménez / Gonzalo Torres |
| 2017            | Esteban Fuertes                 |
| 2017-2018       | Gustavo Reggi                   |
| 2018-2019       | Juan Alejandro Abaurre          |
| 2020            | Martín Astudillo                |
| 2020-2021       | Darío Alaniz                    |
| 2021-2022       | Matías Minich                   |
| 2022-2024       | Juan Alejandro Abaurre          |
| 2024            | Aldo Bolado                     |
| 2024            | Abdo Alí                        |
| 2024-Actualidad | Gabriel Vallés                  |

## Palmarés
| Torneos Nacionales       | Torneos Nacionales      | Torneos Nacionales               |
| Competición              | Títulos                 | Ascensos                         |
| Cuarta División (1)      | Cuarta División (1)     | Cuarta División (1)              |
| ------------------------ | ----------------------- | -------------------------------- |
| Torneo Federal B (1/0)   | C 2016.                 |                                  |
| Quinta División (1)      |                         |                                  |
| Torneo Argentino C (2/0) | 2011, 2014.             |                                  |
|                          |                         |                                  |
| Torneos Regionales       |                         |                                  |
| Competición              | Títulos                 | Subcampeonatos                   |
| Copa Mendoza (LMF) (2/1) | 2024.2017,              | 2019.                            |
| División A (LMF) (4/5)   | 1984, 2006, 2007, 2011. | 1964, 1990, 1998-99, 2004, 2008. |

### Torneos amistosos
- Torneo Vendimia: 1977 y 1989.[29]
- Copa Mendoza: 2017. [30]
- Copa Mendoza: 2024.